# Чернов, Николай Фёдорович
Никола́й Фёдорович Черно́в (29 января 1942 года, с. Алыгджер, Тофаларский национальный район, СССР (ныне Нижнеудинский район Иркутской области, Россия)) — советский и российский учёный, доктор химических наук, профессор, член-корреспондент Международной Академии наук высшей школы, профессор кафедры естественнонаучных дисциплин Педагогического института ИГУ, заведующий лабораторией кремнийорганических соединений им. М. Г. Воронкова Иркутского института химии им. А. Е. Фаворского СО РАН.

## Биография
Родился в селе Алыгджер, позже семья переехала в Нижнеудинск, где Николай окончил школу №10. В 1967 году окончил химический факультет Иркутского государственного университета, после чего остался преподавать там же: в 1967—1995 годах — сначала младший, затем старший научный сотрудник Института органической химии (ныне института химии) СО РАН. В 1995—2013 годах — заведующий кафедрой химии ИГПУ, после чего год был профессором кафедры естественнонаучных дисциплин ВСГАО. В 2014—2015 годах — заведующий лабораторией Института химии им. А. Е. Фаворского СО РАН; с 2015 года — профессор кафедры естественнонаучных дисциплин Педагогического института ИГУ.
С 1997 по 2015 гг. — член диссертационного совета при Институте химии им. А. Е. Фаворского.
В 1977 году защитил кандидатскую, а в 1993 году — докторскую диссертацию.

## Признание и награды
Награды:
- медаль «За доблестный труд»,
- бронзовая медаль ВДНХ за создание биозащитного препарата «Мерсил»,
- нагрудный знак «Почётный работник высшего профессионального образования Российской Федерации»,
- Почётные грамоты Министерства образования РФ, Президиума Академии наук СССР, Президиума СО РАН, Губернатора Иркутской области, Законодательного собрания Иркутской области[1].